# Sinagoga Tzuf Dvash
La sinagoga Tzuf Dvash è una sinagoga sefardita fondata nel 1860 e situata nel quartiere ebraico della Città Vecchia di Gerusalemme.

## Storia
Prende il nome dal rabbino David ben Shimon, (acronimo D-b-Sh, in ebraico דבש‎?), che giunse in Israele dal Marocco nel 1854 e fondò Mahane Yisrael, uno dei primi quartieri al di fuori delle mura della Città Vecchia. Sotto l'egida di ben Shimon un ingente numero di ebrei provenienti dai paesi nordafricani giunsero a Gerusalemme in quegli anni. Il gruppo così formato si staccò dalla grande comunità sefardita della città e istituì la cosiddetta "comunità del Maghreb" ("Committee of the Ma'aravi Community in Jerusalem)". Ben Shimon fondò la sinagoga di Tzuf Dvash nel 1860.
Dopo la guerra arabo-israeliana del 1948, l'intera città cadde sotto il dominio giordano. Sebbene la sinagoga sia stata saccheggiata, non fu demolita e fu poi ristrutturata due volte: dopo la Guerra dei sei giorni e nel 1980.